# Symonicoccus australis
Symonicoccus australis är en insektsart som först beskrevs av William Miles Maskell 1894.  Symonicoccus australis ingår i släktet Symonicoccus och familjen skålsköldlöss. Inga underarter finns listade i Catalogue of Life.